# Мелетий (Смотрицкий)

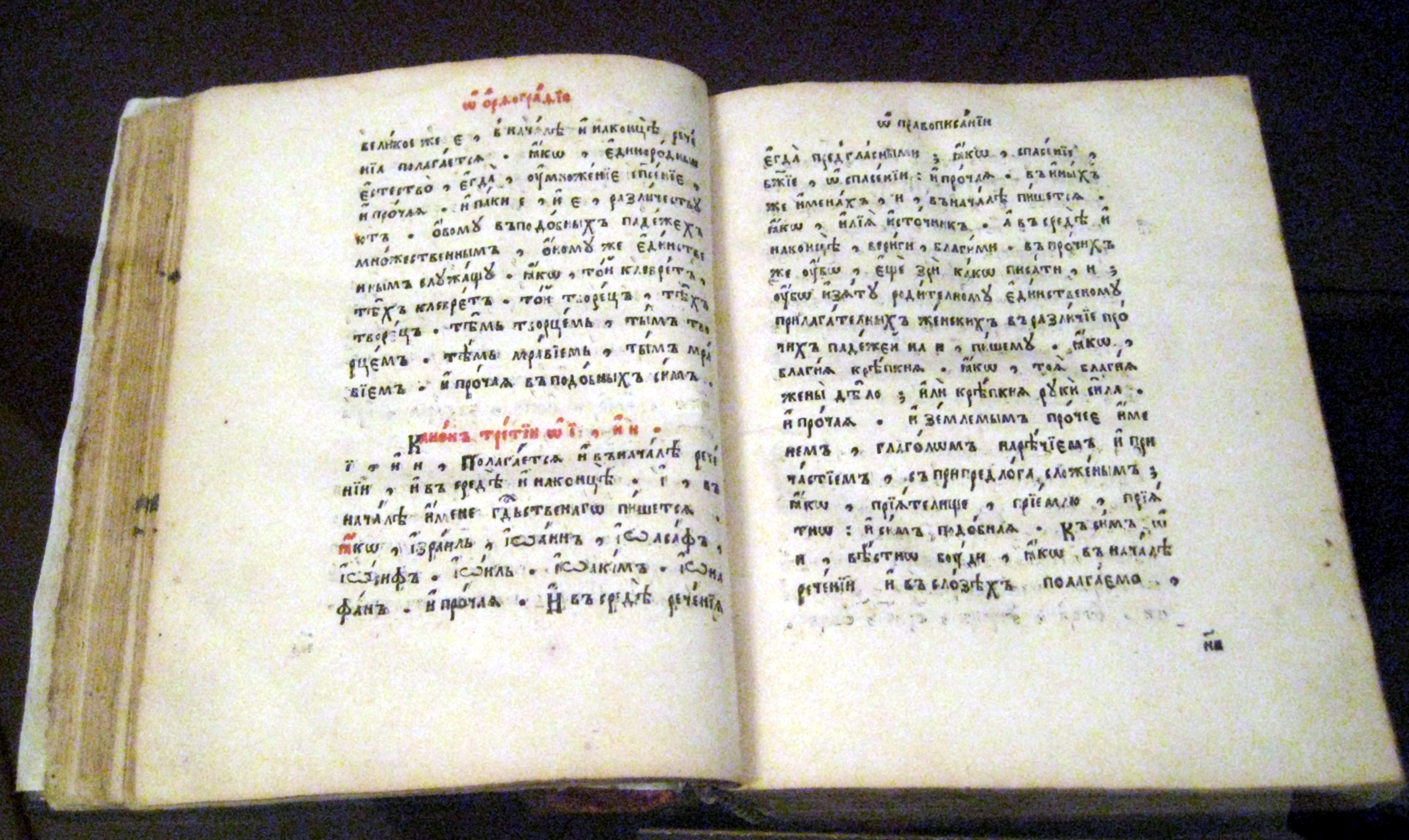

Меле́тий (в миру — Макси́м Гера́симович Смотри́цкий, встречается и смешанная форма имени Максентий, псевдоним Теофил Ортолог; род. ок. 1577—1579 или 1572, местечко Смотрич или Каменец-Подольский, Речь Посполитая — 17 (27) декабря 1633, с. Дермань, Речь Посполитая) — западнорусский духовный писатель Речи Посполитой, публицист, филолог, церковный и общественный деятель Юго-Западной Руси и Великого княжества Литовского, архиепископ Полоцкий.
Сначала активно выступал против присоединения православной церкви к унии, но к концу жизни перешёл в унию; предложения получили отпор со стороны кругов, объединявшихся вокруг епископа Перемышльского Исайи (Копинского).

## Биография

### Ранние годы
Сын православного писателя-полемиста Герасима Смотрицкого, первого ректора Острожской школы, знатока церковнославянского языка, участника редактирования и издания «Острожской Библии» Иваном Федоровым.
Начальное образование Мелетий получил в Острожской школе от отца и грека Кирилла Лукариса (в будущем также ректора Острожской школы, а позже Константинопольского патриарха), где получил возможность в совершенстве освоить церковнославянский и греческий языки. После смерти отца Смотрицкого князь Константин Острожский отправил способного юношу для дальнейшего обучения в иезуитскую Виленскую академию (это случилось, по разным источникам, в 1594 или в 1601 году; первый вариант считается более достоверным); затем Смотрицкий много путешествовал за границей, слушал лекции в различных университетах, особенно в протестантских Лейпцигском, Виттенбергском и Нюрнбергском университетах. Вероятно, за границей он получил учёную степень доктора медицины. Вернувшись, поселился у князя Б. Соломерецкого под Минском. Смотрицкий часто ездил в Минск, боролся против унии, вследствие чего многие униаты вернулись к православию и в Минске было основано православное братство. Около 1608 года переехал в Вильну, состоял в Виленском братстве, анонимно издал трактат «Αντίγραφη» («Ответ»); вероятно, преподавал в братской школе. Активно участвовал в национально-религиозной борьбе. Под псевдонимом Теофил Ортолог в 1610 году напечатал свой знаменитейший труд «Θρηνος» («Плач»), как и большинство других полемических произведений Смотрицкого — по-польски. В этом сочинении автор бичует епископов, перешедших в унию, призывает их одуматься, но также критикует нерадивость и злоупотребления православного духовенства; в полемике с католиками Смотрицкий выступает как энциклопедически образованный человек своего времени, цитирует либо упоминает более 140 авторов — не только отцов церкви, но и многих античных и возрожденческих учёных и писателей. Этим трудом Смотрицкий приобрел огромную популярность среди православных; как он сам писал, некоторые современники считали эту книгу равной трудам Иоанна Златоуста и за неё готовы были кровь пролить и душу отдать.
Критика как католической, так и православной иерархии, показ религиозных и национальных гонений православного народа Речи Посполитой, а главное — призыв к активной защите своих прав весьма обеспокоили польские королевские власти. Сигизмунд III в 1610 году запретил продавать и покупать книги Виленского братства под угрозой штрафа в 5000 золотых; местным властям король повелел конфисковать братскую типографию, забрать и сжечь книги, а наборщиков и корректоров арестовать, что и было исполнено. Редактор и корректор Леонтий Карпович попал в узилище; Смотрицкому удалось избежать ареста.
Про жизнь и деятельность Смотрицкого после королевских репрессий сохранилось очень мало сведений. Вероятно, он вернулся в Малороссию; может быть, некоторое время жил в Остроге и преподавал в тамошней школе. Смотрицкого считают одним из первых ректоров Киевской братской школы, организованной в 1615—1616 гг., где он преподавал церковнославянский язык и латынь. Затем он вернулся в Вильну, где жил в Свято-Духовом монастыре. Под давлением или даже по категорическому требованию Виленского братства, которое не могло оставаться равнодушным к контактам Смотрицкого с униатами, принял монашество под именем Мелетия. В 1616 году вышел в свет его перевод на церковнославянский язык «Евангелия учительного… отца нашего Каллиста».

### «Грамматика»

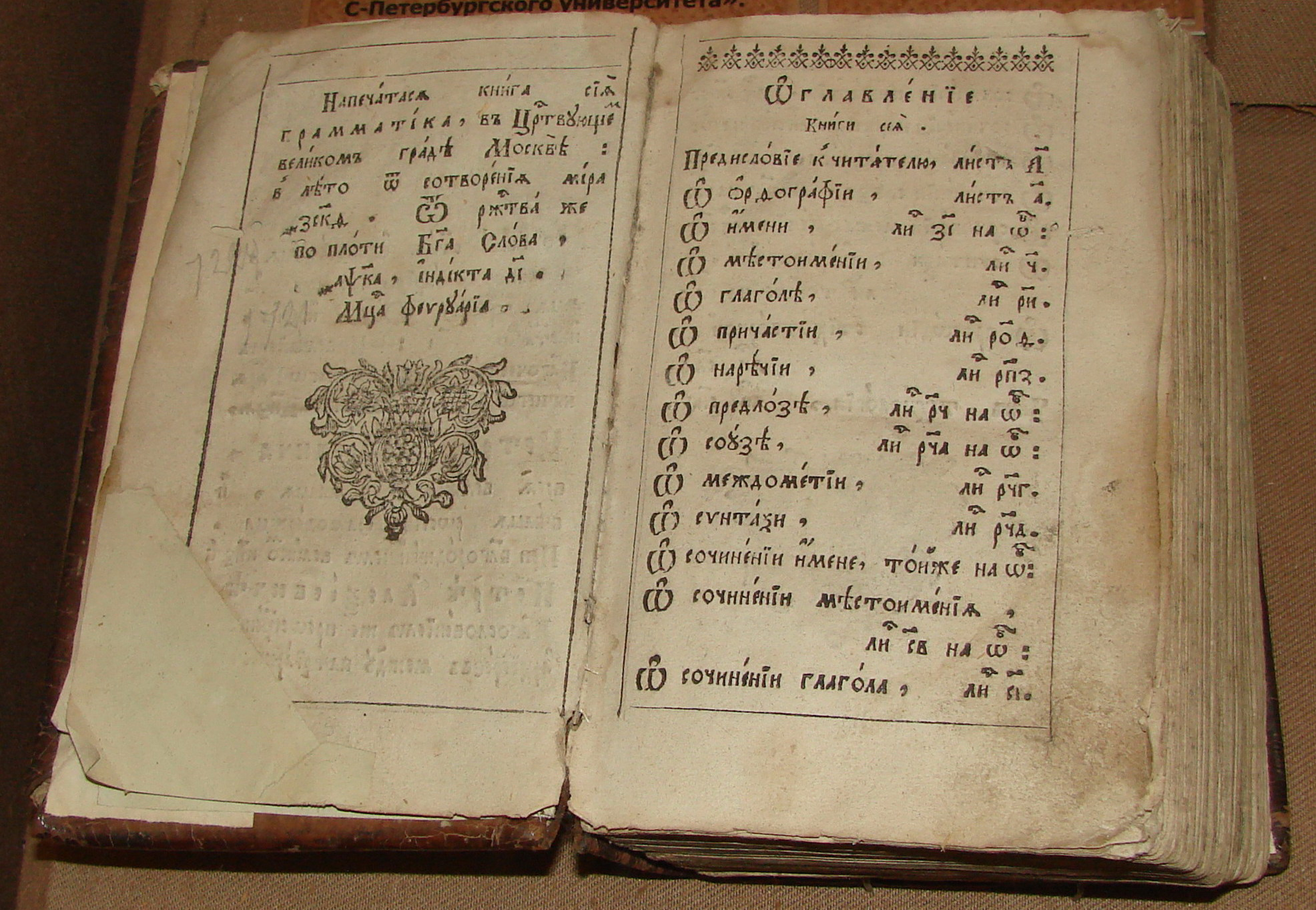
«Грамматика» Смотрицкого. Издание 1721 года. Москва

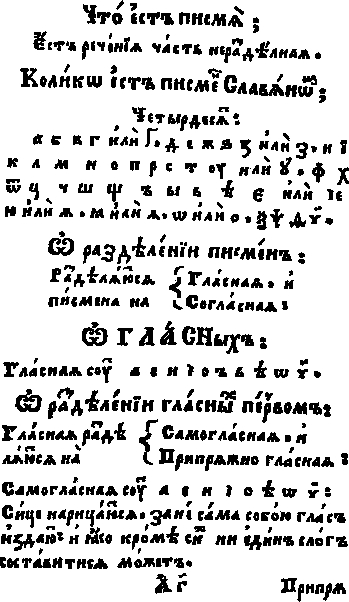
Изложение кириллицы

В 1618—1619 годах вышел главный филологический труд «Грамматика славянская» (Евье, ныне Вевис под Вильнюсом) — основа церковнославянской грамматической науки на следующие два века, выдержавшая множество переизданий, переработок и переводов. (Авторство Мелетия оспаривает Александр Щербаков в статье «Аз и он», журнал «Звезда» № 5, 1993, СПб. Настоящие авторы, по Щербакову, — братья Стефан и Лаврентий Тустановские, писавшие под псевдонимом Зизаний, Смотрицкий же — только издатель.) «Грамматика» Смотрицкого — выдающийся памятник славянской грамматической мысли. Она состоит из следующих частей: орфография, этимология, синтаксис, просодия. Написанный по образцу греческих грамматик, труд Смотрицкого отражает специфические явления церковнославянского языка. Ему принадлежит установление системы падежей, свойственных славянским языкам (в этом Смотрицкий опередил западных грамматистов, подгонявших падежи живых языков под нормы латинского языка), установление двух спряжений глаголов, определение (ещё не совсем точное) вида глаголов и др.; отмечены лишние буквы славянской письменности, в которых она не нуждается.
«Грамматика» Смотрицкого имеет и раздел о стихосложении, где вместо силлабического стиха предлагается пользоваться метрическим, как якобы более свойственным славянской речи (в действительности — воспроизводящим авторитетный античный образец; эксперимент Мелетия с искусственной метризацией церковнославянского языка не имел последствий). Его «Грамматика» насыщена множеством примеров, облегчающих усвоение грамматических правил. Она неоднократно переиздавалась (Вильно, 1629; Кременец, 1638, 1648; Москва, 1648, 1721, с приближением к живому русскому языку и дополнительными статьями о пользе изучения грамматики) и оказала большое влияние на развитие русской филологии и преподавание грамматики в школах. В азбуковниках XVII в. из неё сделаны обширные выписки. «Грамматика» Смотрицкого учитывалась авторами ряда последующих славянских грамматик, изданных за границей — Генриха Вильгельма Лудольфа (Оксфорд, 1696), Ильи Копиевича (Амстердам, 1706), Павла Ненадовича (Рымник, 1755), Стефана Вуяновского (Вена, 1793) и Авраама Мразовича (Вена, 1794).
Смотрицкий подчеркивал необходимость сознательного усвоения учебного материала — «умом разумей слова». Им было выдвинуто 5 ступеней обучения: «зри, внимай, разумей, рассмотряй, памятуй».
Некоторые исследователи упоминают о якобы составленном Смотрицким примерно тогда же словаре, но этим сведениям подтверждения не найдено. Столь же сомнительны сведения о греческой грамматике Смотрицкого (якобы 1615 года издания в Кёльне). Однако подтверждено его участие в написании «Букваря языка славенска», напечатанного в 1618 году в том же Евье.

### Борьба против унии (1620—1623)

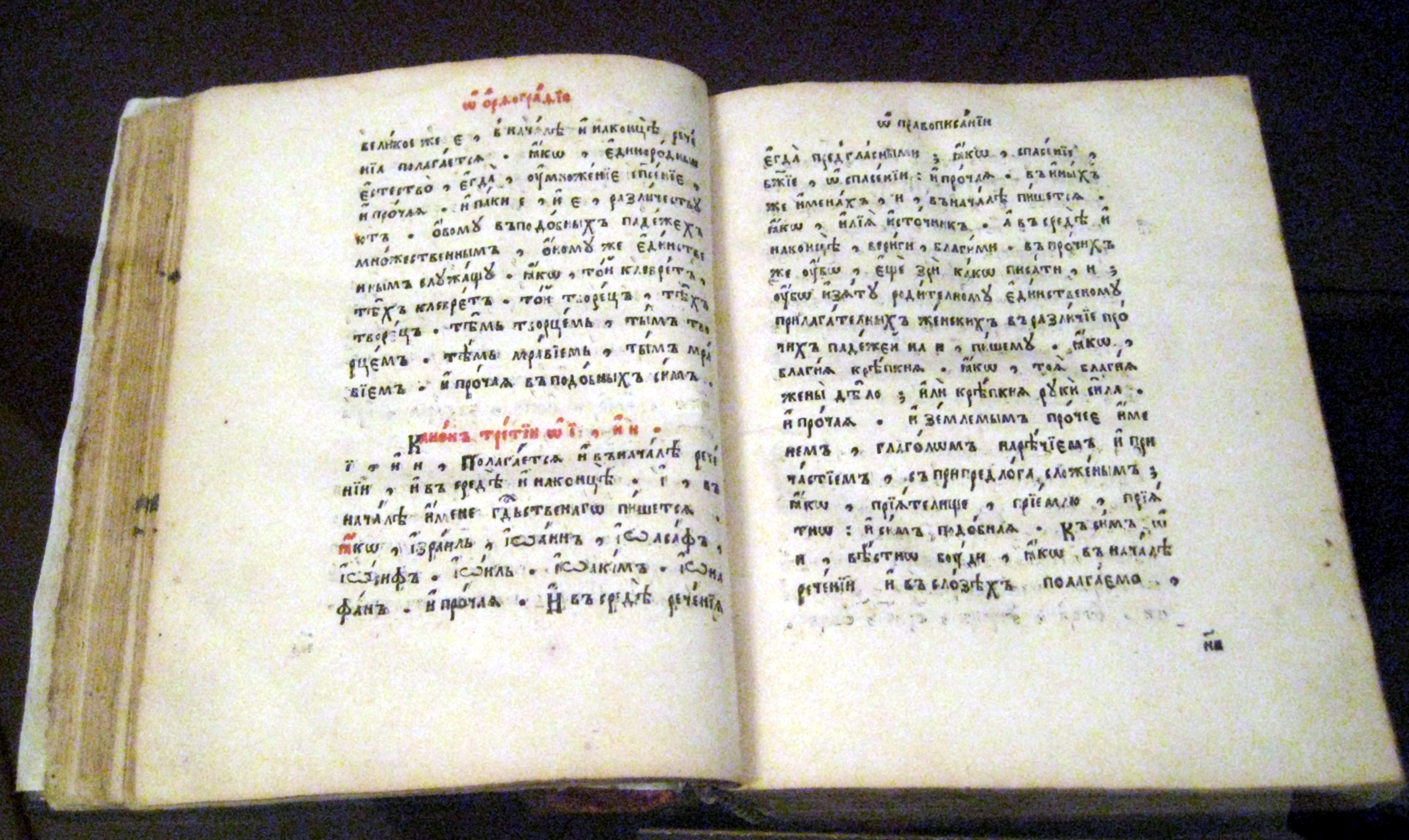
Грамматика. Москва. Печатный двор. 1648

В 1620—1621 годах на Украине и в Белоруссии пребывал патриарх Иерусалимский Феофан: почти все тамошние православные епископы перешли в униатство, и надо было восстанавливать православную церковную иерархию. Феофан разослал грамоты, в которых советовал избрать кандидатов и прислать к нему в Киев. Виленским кандидатом был первоначально архимандрит Святодуховского монастыря Леонтий Карпович, но из-за его болезни отправляться в Киев было препоручено Смотрицкому. Именно его патриарх Феофан и поставил архиепископом Полоцким, епископом Витебским и Мстиславским. Однако никакой реальной церковной власти Смотрицкий не получил: все названные кафедры с 1618 года занимал поддерживаемый правительством Речи Посполитой униат Иосафат Кунцевич.
В конце 1620 года, после смерти Леонтия Карповича, Смотрицкий был избран архимандритом Святодуховского монастыря. В этот период он развернул активную деятельность по защите православия и новых епископов: выступал с проповедями в виленских храмах, на площадях, в ратуше, рассылал своих послов с письмами и книгами по городам, местечкам, хуторам и магнатским замкам…
Как и следовало ожидать, покровитель унии король Сигизмунд III не утвердил новых православных епископов и митрополита. Правительство Речи Посполитой осудило действия патриарха Феофана, объявило его турецким шпионом, а новопоставленных епископов повелело схватить и привлечь к судебной ответственности. Против Смотрицкого Сигизмунд издал в 1621 году три грамоты, объявив того самозванцем, врагом государства, оскорбителем величества и подстрекателем, которого следует арестовать. В Вильне был организован погром православных.
Смотрицкий в ответ издал ряд антиуниатских трудов, в которых защищал восстановление православной иерархии, опровергал католическо-униатские обвинения, рассказывал о произволе королевских властей, о преследованиях православных русинов, отстаивавших свои права и обычаи: «Suplicacia» (прошение, умоление) «Verificatia niewinności…» («Оправдание невинности…», Вильна, 1621), «Obrona Verificatiey…» («Защита „Оправдания“…», Вильна, 1621), «Elenchus pism uszczypliwych…» («Разоблачение ядовитых писаний…», Вильна, 1622) и др. В 1623 году Смотрицкий вместе с митрополитом Борецким ездил на сейм в Варшаву, где они безуспешно пытались добиться утверждения новых православных епископов.
Осенью 1623 года восставшее население Витебска убило униатского архиепископа Иосафата Кунцевича. С благословения папы Урбана VIII королевские власти жестоко расправились с восставшими, Смотрицкого же обвинили в том, что он был их духовным сообщником. Вероятно, это было одной из причин, побудивших Смотрицкого покинуть на время пределы Речи Посполитой.

### Путешествие на Восток (1624—1626)
В начале 1624 года Смотрицкий отправился в Киев, а затем на Ближний Восток. Он побывал в Константинополе, посетил Египет и Палестину; в 1626 году через Константинополь вернулся в Киев.
Главной открыто декларируемой целью путешествия Смотрицкого было получение от патриарха грамоты, ограничивающей автономию ставропигийных братств, и такую грамоту он действительно привёз. Позже в письме князю Хрептовичу Смотрицкий утверждал, что намеревался предложить патриарху план введения унии, но так и не отважился это сделать.
В Киеве Смотрицкого встретили настороженно, даже враждебно. Архимандрит Киево-Печерского монастыря Захария Копыстенский не принял его и настаивал, чтобы так поступили и прочие монастыри. Причиной стали привезённые Смотрицким грамоты и слухи о его наклонности к унии. Только благодаря стараниям И. Борецкого (также обвиняемого в приверженности унии) Смотрицкого принял Межигорский монастырь. Чтобы развеять подозрения православных, Борецкий и Смотрицкий весной 1626 года «перед многим духовенством, паны шляхтою, войтом, бурмистрами, райцами, брацтвом церковным и всем посполством ясне пред всеми невинности и верности своё певные знаки оказали…», как писал позже печерский архимандрит Петр Могила в особой грамоте.

### Обращение в униатство (1627)
Положение Смотрицкого оставалось сложным: после распространения порочащих его слухов среди православных прихожан возвращение в виленский Святодуховский монастырь представлялось невозможным. Желая получить пустующее место архимандрита Дерманского монастыря на Волыни, Смотрицкий обратился за помощью к князю Янушу Заславскому, сын которого Александр был покровителем названного монастыря. По наущению униатского митрополита Рутского Януш Заславский согласился предоставить Смотрицкому вакантную должность при условии, что он примкнёт к унии. После некоторых колебаний Смотрицкий был вынужден дать согласие, но ему не поверили и потребовали письменного подтверждения. В июне 1627 года Смотрицкий официально стал униатом. При этом он просил, чтобы до получения ответов из Рима это держалось в тайне и чтобы за ним оставалось звание архиепископа. Подлинные причины поступков Смотрицкого, связанных с переходом в униатство, толкуются по-разному.

### Поздние годы (1628—1633)
Осенью 1627 года по инициативе Смотрицкого в Киеве был созван собор, на котором он обещал подготовить к изданию свой катехизис, но просил сперва позволить ему опубликовать свои размышления об отличиях между православной и католической церквями. В феврале 1628 года на соборе в г. Городке на Волыни Смотрицкий уже утверждал, что Западная и Восточная церкви в основных положениях не расходятся, так что возможно их примирение. Для обсуждения его предложений было решено созвать новый собор, к которому Смотрицкий должен был подготовить изложение своих взглядов. Но вместо того он написал «Апологию», в которой обвинял православных в разных ересях и призывал присоединяться к католицизму. Книга была издана без санкции митрополита, печатал её униат К. Сакович.
Поведение Смотрицкого и его книга вызвали народное негодование. На новый собор в августе 1628 года приехали пять епископов; было много низшего духовенства, мирян, казаков. Смотрицкого не допускали на заседания, пока он не отречется от «Апологии». Сперва он пытался возражать, но собравшийся у Михайловского монастыря народ грозил ему расправой, которая стала бы неизбежной, если бы его униатство открылось. В страхе Смотрицкий публично отрёкся от книги, подписав акт, проклинающий её, и поправ её листы ногами перед лицом собравшихся.
Для успокоения народа собор выпустил окружную грамоту, дабы Смотрицкого и иных иерархов более не подозревали в униатстве. Но Смотрицкий, вернувшись в Дерманский монастырь, написал и издал направленную против собора книгу «Protestatia», где открыто выступил против православия, объяснил своё отречение от унии шантажом и просил короля созвать новый собор для примирения церквей. Собор был созван в 1629 году во Львове, но православные отказались в нём участвовать.
«Острожский летописец» содержит такую запись: «1629. Мелетий Смотрицкий, архиепископ Полоцкий, будучи православный для архимандритства Дерманского манастыря, отступив восточныя церкви и стався хулником на церковь восточную святую. Потом тую свою ересь и писмо проклинав и палил и топтав уманастыре Печерском при службе Божей и при соборе. Потом паки солгав Духу Святому, и бысть хулник на святую церковь и на патриархи, а хвалця папежскии, кламца на святых Божиих. И умре в таком зломудрии своем».
Оказавшись в кругу людей, с которыми всю жизнь боролся, покинутый старыми друзьями, больной Смотрицкий, оставаясь в Дермане, больше ничего не написал и не опубликовал.
Скончался и был похоронен 17 (27) декабря 1633 года в Дерманском монастыре.

## Произведения
- "Θρηνος to iest Lament iedyney S. powszechney apostolskiey Wschodniey Cerkwie… "— Wilno, 1610.
- «Ґрамма́тіки Славе́нския пра́вилное Cv́нтаґма…» Евье, 1619. Репринт: Київ: Наукова думка, 1979. Интернет-версия (отсканировано).
- «Apologia». — Львов, 1628.
- «Грамматика». Москва: Печатный двор, 2 февраля 1648
- Verificatia niewinności // АЮЗР. — Ч. 1. — T. 7.
- Лямент у світа убогих на жалостноє преставленіє святолюбивого а в обої добродітелі багатого мужа в Бозі велебного господина отця Леонтія Карповича, архімандрита общіа обителі при церкві Сошествія святого духа братства церковного Віленського православного гречеського // Пам’ятки братських шкіл на Україні. — К., 1988.
- Collected works of Meletij Smotryc’kyj / Harvard Library of Early Ukrainian Literature: Texts: Volume I. Cambridge (Massachusetts): Harvard University, 1987. ISBN 0-916458-20-2.
- The Jevanhelije učytelnoje of Meletij Smotryc’kyj / Harvard Library of Early Ukrainian Literature: Texts: Volume II. Cambridge (Massachusetts): Harvard University, 1987. ISBN 0-916458-21-0.